# Nicoletta Machiavelli

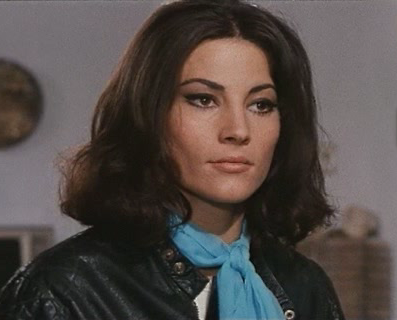
Im Film Unsere Ehemänner (1966)

Nicoletta Rangoni Machiavelli (* 1. August 1944 in Stuffione, Modena; † 15. November 2015 in Seattle, Washington) war eine italienische Schauspielerin.

## Leben
Nicoletta Machiavelli entstammt der Familie des florentinischen Politikers Niccolò Machiavelli.
Bekannt wurde Machiavelli mit Luigi Zampas sarkastischer Komödie von 1966 Eine Frage der Ehre (Una questione d’onore), in der sie an der Seite von Ugo Tognazzi dessen Frau Domenicangela spielt. Tognazzi hält sich als Mordverdächtiger versteckt und kehrt hin und wieder zu Domenicangela zurück. Als sie von ihm schwanger wird, glaubt die Öffentlichkeit an einen Geliebten; so soll er seine vermeintlich untreue Frau töten. Zampa engagierte Nicoletta Machiavelli auch für die Episodenkomödie Unsere Ehemänner (1966).
Es folgten Italowestern wie Kopfgeld: Ein Dollar (1967) mit Burt Reynolds, Eine Flut von Dollars (1967) mit Thomas Hunter, Mehr tot als lebendig (1968) mit Arthur Kennedy, Hasse deinen Nächsten (1968) mit George Eastman und Horst Frank sowie Giarrettiera Colt (1967), in dem sie als Revolverheldin mit einer Waffenschmugglerbande zu tun hat. Neben Mike Connors spielte sie die rassige Sylvia in Unser Mann in Rio und bei Zampa war sie eine der Hauptdarstellerinnen der frivolen Komödie Ladies, Ladies (mit Virna Lisi, Ursula Andress, Claudine Auger und Marisa Mell).
Sie gehörte auch zum Star-Cast von Christian Marquands Candy mit Marlon Brando, Charles Aznavour und Richard Burton. Ken Annakin engagierte Machiavelli für sein Star-Ensemble (u. a. Bourvil, Tony Curtis, Marie Dubois, Gert Fröbe) der Monte Carlo Rallye. Nach Abflauen der Westernwelle spielte Machiavelli in Thrillern wie Mord im schwarzen Cadillac (1969) und eine Gastrolle in der US-Fernsehserie Ihr Auftritt, Al Mundy als Varina in der Folge Wer bietet zwei Millionen?.
In den 1970er Jahren hatte sie ihre beste Rolle 1973 als Sylva in Dino Risis Ein Scheiß-Wochenende neben Marcello Mastroianni und Oliver Reed. In Deutschland drehte sie unter Fritz Umgelter 1972 in der weiblichen Hauptrolle der Amalie in Die merkwürdige Lebensgeschichte des Friedrich Freiherrn von der Trenck mit Matthias Habich.
Anschließend war sie Partnerin Alain Delons in den Filmen Tony Arzenta und Eiskalt wie das Schweigen. Neben Romy Schneider 1974 bekleidete sie die Nebenrolle der Luce Lapade in Andrzej Żuławskis Nachtblende. In Bernard Toublanc-Michels Thriller Das maliziöse Vergnügen stand sie mit Claude Jade und Anny Duperey unter Mordverdacht. Es folgten die Komödie Zwei scheinheilige Brüder (1977) mit Jean Gabin und Jean-Claude Brialy sowie Liliana Cavanis Nietzsche-Drama Jenseits von Gut und Böse (1978). Mit La fuite en avant drehte Nicoletta Machiavelli 1983 an der Seite von Bernard Blier und Michel Bouquet ihren letzten Film.
Machiavelli lebte seit ihrem Rückzug aus dem Filmgeschäft in Seattle und gab Sprach- und Kochkurse. Dort starb sie am 15. November 2015 im Alter von 71 Jahren.

## Filmografie (Auswahl)
- 1966: Eine Frage der Ehre (Una questione d’onore)
- 1966: Unsere Ehemänner (I nostri mariti) – Regie: Luigi Filippo D’Amico
- 1966: Eine Flut von Dollars (Un fiume di dollari)
- 1966: Kopfgeld: Ein Dollar (Navajo Joe)
- 1966: Unser Mann in Rio (Se tutte le donne del mondo)
- 1966 Matchless (Matchless)
- 1967: Giarrettiera Colt (auch Produktion)
- 1967: Mehr tot als lebendig (Un minuto per pregare, un istante per morire)
- 1968: Candy
- 1968: Hasse deinen Nächsten (Odia il prossimo tuo)
- 1968: Ladies, Ladies (Le dolci signore) – Regie: Luigi Zampa
- 1968: Scarabea – Wieviel Erde braucht der Mensch?
- 1969: Django und Sartana, die tödlichen Zwei (Una lunga fila di croci)
- 1969: Monte Carlo Rallye (Monte Carlo or Bust!)
- 1969: Mord im schwarzen Cadillac (Femmine insaziabili)
- 1973: Die merkwürdige Lebensgeschichte des Friedrich Freiherrn von der Trenck (Fernseh-Miniserie)
- 1973: Tödlicher Hass (Tony Arzenta)
- 1974: Eiskalt wie das Schweigen (Les seins de glace)
- 1975: Das böse Vergnügen (Le malin plaisir)
- 1975: Nachtblende (L’important c’est d’aimer)
- 1976: Das Schlitzohr und der Bulle (Il trucido e lo sbirro)